# ピラミッド (1980年の映画)
『ピラミッド』（The Awakening）は、1980年に公開されたマイク・ニューウェル監督によるイギリスのホラー映画である。ニューウェルの監督デビュー作であった。出演はチャールトン・ヘストン、スザンナ・ヨーク、ステファニー・ジンバリストである。ブラム・ストーカーの1903年の小説『七つ星の宝石』の3度目の映画化である。ワーナー・ブラザース配給により公開された。

## キャスト
| 役名         | 俳優                       | 日本語吹替                                 |
| 役名         | 俳優                       | TBS版                                      |
| ------------ | -------------------------- | ------------------------------------------ |
| コーベック   | チャールトン・ヘストン     | 納谷悟朗                                   |
| ジェーン     | スザンナ・ヨーク           | 小原乃梨子                                 |
| アン         | ジル・タウンゼント         | 沢田敏子                                   |
| マーガレット | ステファニー・ジンバリスト | 岡本茉利                                   |
| ポール       | パトリック・ドルーリー     | 田中秀幸                                   |
| 不明 その他  |                            | 広瀬正志 池田勝 村松康雄 小島敏彦 塚田正昭 |
|              |                            |                                            |
| 演出         | 演出                       | 中野寛次                                   |
| 翻訳         | 翻訳                       | 木原たけし                                 |
| 効果         |                            |                                            |
| 調整         |                            |                                            |
| 制作         | 制作                       | 東北新社                                   |
| 解説         | 解説                       | 荻昌弘                                     |
| 初回放送     | 初回放送                   | 1983年1月24日 『月曜ロードショー』         |